# Kwelderwal
Een kwelderwal of kwelderrug is de oever van een rivier of beek die over de kwelder loopt. Deze oevers waren, voor de periode van de indijkingen dé plek voor vissers om zich te vestigen.
De wal lag door de zandafzetting hoger dan het maaiveld van de omringende kwelder. De ideale plek, omdat het eerste begin er al was, om een wierde of terp aan te leggen. Veel plaatsen in Groningen, Friesland en het noorden van Duitsland zijn oorspronkelijk op kwelderwallen gesticht, wat te herkennen is doordat ze min of meer op een lijn liggen. De hogere ligging is vaak duidelijk herkenbaar. De kwelderwal dient niet te worden verward met de schoorwal.